# 根肿病

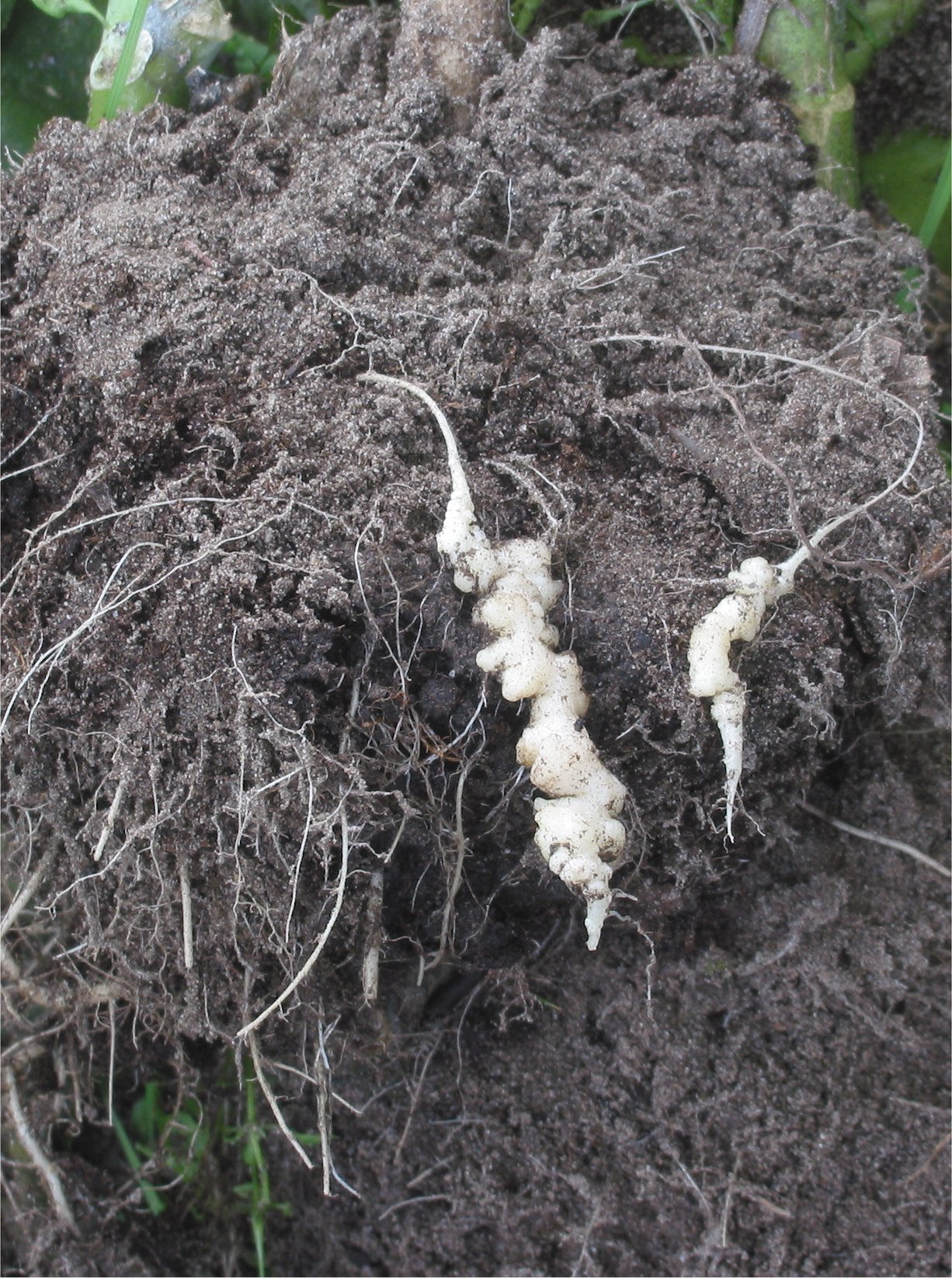
花椰菜根

根肿病又称根瘤病，是一种危害油菜等十字花科作物的土传病害，由芸苔根肿菌（学名：Plasmodiophora brassicae）引起，在凉冷而排水不良的酸性土壤中最严重，其病菌能在土壤中存活10-15年，并通过雨水、灌溉、耕作等进行传播扩大，被业内称为油菜等植物的“癌症”。
根肿病发病后根部形成的根瘤主要分布在主根上，侧根上少，根瘤都比较大；而根结线虫病则主要在细根上形成很多结节状小瘤。根肿病的根瘤形状为纺缍形，手指形，不规则形等；根结线虫的根瘤形状为球形或圆锥形大小不等。白菜根结线虫归根结底应该属于病害，是线虫入侵根尖，分泌吲哚乙酸等生长激素，刺激寄主细胞分裂，最后形成巨形细胞，同时线虫头部周围的细胞大量增生，导致被害部分膨大形成根瘤或根结。